# Katy Hudson (album)
Katy Hudson è il primo album in studio della cantante statunitense Katy Perry, pubblicato il 6 marzo 2001 dalla Red Hill Records, sub-etichetta della Pamplin Music.

## Descrizione
Si tratta dell'unica pubblicazione dell'artista a riportare il suo nome di battesimo. Per questo album, la cantante aveva deciso di lavorare su un disco che trattasse Dio e le tematiche religiose. La stessa Red Hill Records era, prima della bancarotta, un'etichetta discografica cristiana che aveva aiutato e supportato la cantante in un lavoro discografico che avesse come tema di sfondo la Fede cristiana. Proprio per questo motivo Katy Hudson non diede i risultati sperati.

## Tracce
1. Trust in Me – 4:46 (Katy Hudson, Mark Dickson)
2. Piercing – 4:06 (Katy Hudson, Tommy Collier, Brian White)
3. Search Me – 5:00 (Katy Hudson, Scott Faircloff)
4. Last Call – 3:07 (Katy Hudson)
5. Growing Pains – 4:05 (Katy Hudson, Mark Dickson)
6. My Own Monster – 5:25 (Katy Hudson)
7. Spit – 5:10 (Katy Hudson)
8. Faith Won't Fail – 5:14 (Katy Hudson, Mark Dickson)
9. Naturally – 4:33 (Katy Hudson, Scott Faircloff)
10. When There's Nothing Left – 6:45 (Katy Hudson)

Edizione iTunes (2012)
1. Search Me – 5:00 (Katy Hudson, Scott Faircloff)
2. Trust in Me – 4:46 (Katy Hudson, Mark Dickson)
3. Faith Won't Fail – 5:14 (Katy Hudson, Mark Dickson)
4. When There's Nothing Left – 6:45 (Katy Hudson)
5. Growing Pains – 4:05 (Katy Hudson, Mark Dickson)
6. My Own Monster – 5:25 (Katy Hudson)
7. Last Call – 3:07 (Katy Hudson)
8. Spit – 5:10 (Katy Hudson)
9. Piercing – 4:06 (Katy Hudson, Tommy Collier, Brian White)
10. Naturally – 4:33 (Katy Hudson, Scott Faircloff)